# Linia Molotov
Acest articol se referă la linia de apărare din anii celui de-al doilea război mondial. Pentru alte utilizări ale acestui nume de familie, vedeți Molotov (dezambiguizare).

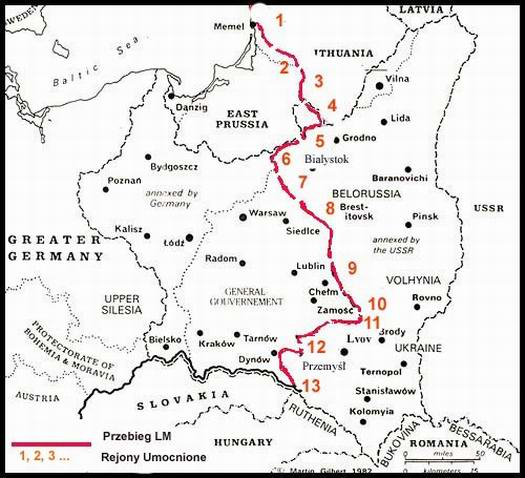
Linia Molotov Line și sectoarele ei fortificate pe o hartă a frontierelor din perioada 1939-1941

Linia Molotov a fost un sistem de fortificații de frontieră construite de Uniunea Sovietică în perioada 1940–1941 de-a lungul frontierelor sale vestice rezultate în conformitate cu prevederile protocolului secret sovieto-german din 1939 care a dus la ocuparea de către URSS a statele baltice, Polonia răsăriteană și Basarabia.
Numele „Linia Molotov” este neoficial și a început să fie utilizat relativ recent. Denumirea a fost popularizată în principal prin scrierile lui Victor Suvorov, în mod special prin cartea Spărgătorul de gheață. 

## Generalități
Linia fortificată se întindea din dreptul statelor baltice până în Munții Carpați. Ea a fost compusă din 13 regiuni fortificate, fiecare acoperind aproximativ 100 km de frontieră. Linia Molotov făcea parte dintr-o linie fortificată mai amplă, care se întindea de-a lungul frontierelor vestice ale URSS, de la Oceanul Arctic până la Marea Neagră.
Fiecare regiune fortificată (Укрепленный Район sau УР, Ukreplennîi Raion sau UR) era formată dintr-un număr mare, variabil de buncăre din beton, înarmate cu mitraliere, arme antitanc și artilerie. Buncărele erau construite astfel încât să își poată asigura sprijin reciproc, fiecare grup formând un centru de rezistență. Fiecare UR era deservită de o unitate militară permanentă.
În momentul în care Germania Nazistă a atacat Uniunea Sovietică pe 22 iunie 1941 în cadrul așa-numitei Operațiuni Barbarossa, cea mai mare parte a fortificațiilor Liniei Molotov nu era terminată și din acest motiv a reprezentat o piedică ușor de depășit de forțele invadatoare. Doar cele patru raioane din extremitatea sudică, care erau terminate în bună parte, au reușit să întârzie câteva zile înaintarea Wehrmachtului. Fortăreața Brest a rezistat mai mult (22 – 29 iunie 1940), dar aceasta era o fortificație mai veche și nu era practic parte a Liniei Molotov. 
Multe dintre ruinele fortificațiilor Liniei Molotov sunt bine păstrate și pot fi găsite azi în Lituania, Polonia, Belarus și Ucraina. Frontierele actuale nu mai corespund în totalitate cu cele din 1941 și unele secțiuni ale Liniei Molotov nu se mai află în zone de graniță și de aceea sunt ușor accesibile. Pe de altă parte, alte secțiuni ale liniei fortificate se află de-a lungul frontierelor polono-ucrainene, polono-belaruse sau lituaniano-ruse și din acest motiv accesul la buncăre este restricționat din motive de securitate. 

## Raioanele fortificate
În Lituania, au existat de patru raioane fortificate:
- 1. Telšiai – de la Palanga la Judrėnai, 75 kilometri, 8 centre de rezistență, 23 de buncăre finalizate și 366 în construcție la data de 22 iunie 1941.
- 2. Šiauliai – de la  Pajūris la Jurbarkas, 90 kilometri, 6 centre de rezistență, 27 de buncăre finalizate  și 403 în construcție.
- 3. Kaunas – de la  Jurbarkas la Kalvarija, 105 kilometri, 10 centre de rezistență, 31 de buncăre finalizate  și 599 în construcție.
- 4. Alytus – de la Kalvarija până la frontiera Lituaniei sovietice, 57 kilometri, 5 centre de rezistență, 20 de buncăre finalizate  și 273 în construcție.

În Lituania au fost construite în total 101 buncăre, dintre care unele nu erau finalizate.
Linia Molotov se întindea în continuare spre sud, de-a lungul a ceea ce este azi frontiera estică a Poloniei cu Belarus și Ucraina:
- 5. Grodno – 80 kilometri,  9 centre de rezistență, 42/98/606 buncăre operaționale/construite/încă în construcție la data de 22 iunie 1941 (în Belarus și Polonia).
- 6. Osowiec – 60 kilometri,  8 centre de rezistență, 35/59/594 buncăre operaționale/construite/încă în construcție (în Polonia).
- 7. Zambrów – 70 kilometri,  10 centre de rezistență, 30/53/550 buncăre operaționale/construite/încă în construcție (în Polonia).
- 8. Brest – 120 kilometri,  10 centre de rezistență, 49/128/380 buncăre operaționale/construite/încă în construcție (în Polonia și Belarus).
- 9. Kovel – 80 kilometri,  9 centre de rezistență, 138 buncăre încă în construcție (în Ucraina).
- 10. Volodimir-Volinski – 60 kilometri,  7 centre de rezistență,  97/97/141  buncăre operaționale/construite/încă în construcție (în Ucraina).
- 11. Kamyanka-Buzka (Kamionka Strumiłowa) – 45 kilometri,  5 centre de rezistență, 84/84/180  buncăre operaționale/construite/încă în construcție (în Ucraina).
- 12. Rava-Ruska – 90 kilometri,  13 centre de rezistență, 95/95/306 buncăre operaționale/construite/încă în construcție (în Polonia și Ucraina).
- 13. Przemyśl – 120 kilometri,  9 centre de rezistență, 99/99/186 buncăre operaționale/construite/încă în construcție (în Polonia și Ucraina).

## Resurse internet
- Linia Molotov - statistică Arhivat în 2 aprilie 2005, la Wayback Machine.
- – Linia Molotov – fotografii din Lituania
- [ http://www.druhasvetova.sk/OLD/view.php?nazevclanku=slovaks-against-the-molotov-line-i&cisloclanku=2007110011  Slovaks against the Molotov Line (I.)]
- Slovaks against the Molotov Line (II.)

### Buncăre ale Liniei Molotov vizibile în Google Street View
- Tauragė, Lituania
- Tauragė, Lituania
- Przemyśl, Polonia
- Przemyśl, Polonia
- Przemyśl, Polonia